# دانشگاه ۵۴۵۷
سیارک ۵۴۵۷ (به انگلیسی: 5457 Queen's، نامگذاری:1980TW5) پنج هزار و چهارصد و پنجاه و هفتمین سیارک در ۹ اکتبر ۱۹۸۰ کشف شد.
قدر مطلق سیارک برابر ۱۲٫۴۰ است.